# 雍禾植髮
雍禾植髮又称雍禾医疗，是一家中國大陸的民營植髮機構。該機構成立於1999年，目前在北京、上海、廣州、成都、武漢、深圳設有分院。2017年7月，該機構獲得中信產業基金注資，成為該基金旗下的控股品牌。2021年年底，雍禾医疗登陆港股。